# Xiqu, Zhongshan
Xiqu (kinesiska: 西区) är ett stadsdelsdistrikt i sydöstra Kina. Det ligger i staden Zhongshan i provinsen Guangdong, omkring 69 kilometer söder om provinshuvudstaden Guangzhou. Antalet invånare är 97 673. Befolkningen består av 47 194 kvinnor och 50 479 män. Barn under 15 år utgör 15,0 %, vuxna 15-64 år 79 %, och äldre över 65 år 4,0 %.